# Potatiskroketter

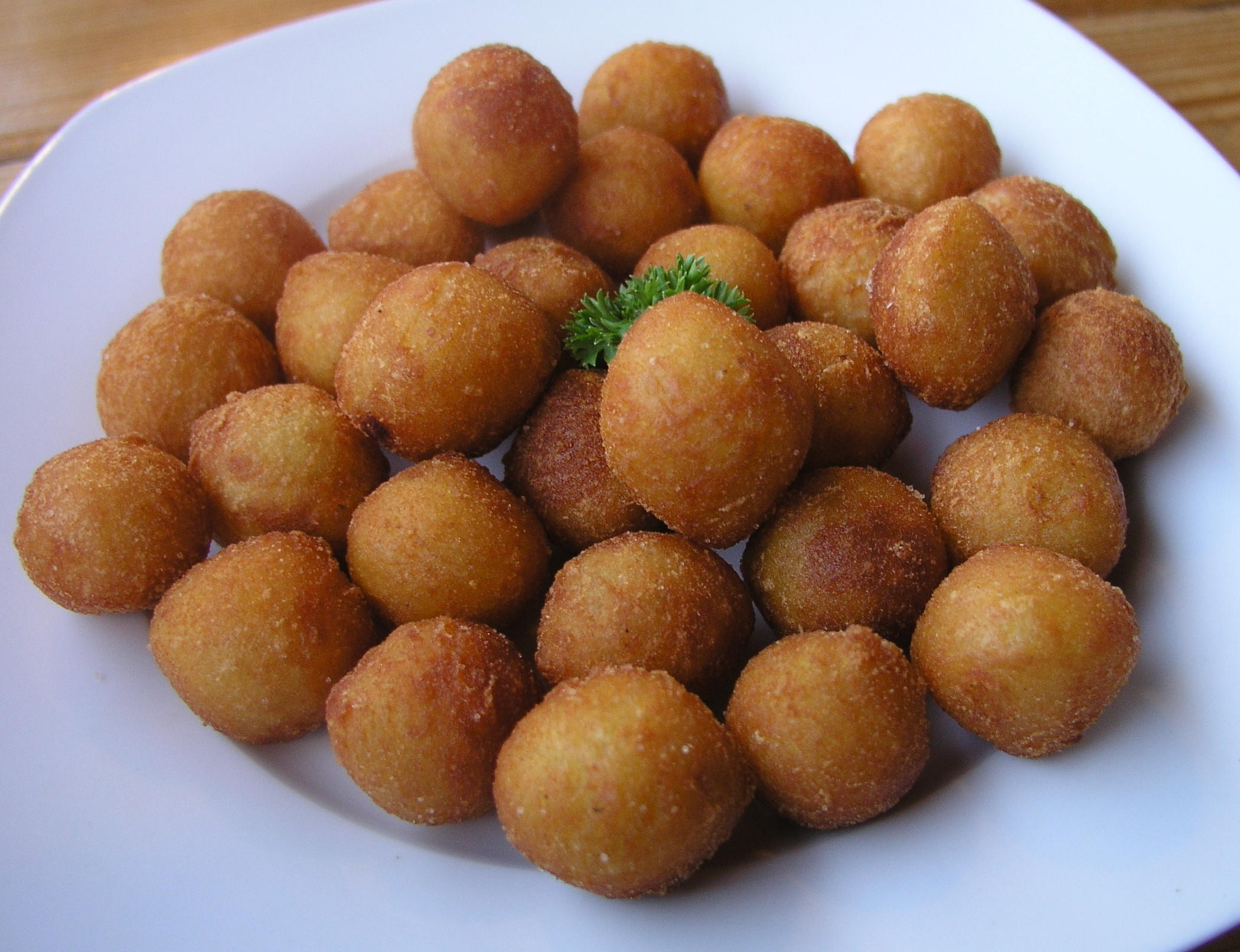
Potatiskroketter i Tjeckien.

Potatiskroketter är små friterade runda eller avlånga bullar av potatismos som vänds i vetemjöl, ägg och ströbröd före fritering. Potatiskroketter kan serveras till exempelvis stekta kötträtter eller med svamp-/tomatsås och grönsallad.
Det går även att köpa färdiglagade (helfabrikat) potatiskroketter från frysdisken. Ingredienserna kan då bestå av: potatis, rapsolja, torkad potatis, salt, vetestärkelse, druvsocker, förtjockningsmedel (fruktkärnmjöl) och svartpepparextrakt.
I många länder är det vanligt med andra fyllningar än potatismos, som kött, ost eller sås.